# Ievoli Sun
Le Ievoli Sun était un chimiquier affrété par l'armateur napolitain Domenico Ievoli, et qui a fait naufrage à environ 9 milles au nord-est des Casquets (49° 52′ N, 2° 24′ O) le 31 octobre 2000, avec une cargaison d'un peu plus de 6 000 tonnes dont 3 998 tonnes de styrène, 1 027 tonnes de méthyl éthyl cétone et 996 tonnes d'alcool isopropylique.
Les causes du naufrage sont les suivantes :
- le mauvais temps ;
- une entrée d'eau qui a noyé le magasin avant ainsi que le local du propulseur d'étrave.

Cette augmentation de poids sur l'avant du navire a entraîné une assiette négative qui s'est accrue par la suite (d'autres compartiments avant ont été noyés).
Il n'y a pas eu de pertes humaines, l'équipage ayant été évacué par des moyens SAR. Des dégâts écologiques auraient été possibles, surtout en raison de la toxicité du styrène dans l'eau de mer. Mais bien que le navire ait coulé durant son remorquage, l'écoulement de sa cargaison fut négligeable.
- Société de classification: RINA